# Orchesia duplicata
Orchesia duplicata is een keversoort uit de familie zwamspartelkevers (Melandryidae). De wetenschappelijke naam van de soort werd in 1984 gepubliceerd door Nikolay Borisovich Nikitskiy.